# Environs de Meallet
Environs de Meallet este o arie protejată (sit de importanță comunitară — SCI) din Franța întinsă pe o suprafață de 15 ha, integral pe uscat.

## Localizare
Centrul sitului Environs de Meallet este situat la coordonatele 45°15′24″N 2°24′57″E / 45.25667°N 2.41583°E.

## Înființare
Situl Environs de Meallet a fost declarat arie specială de conservare în baza directivei 92/43 din 1992 referitoare la conservarea habitatelor naturale și a faunei și florei sălbatice pentru a proteja un număr necunoscut de specii din flora spontană și fauna sălbatică aflate în arealul zonei.

## Biodiversitate
Situată în ecoregiunea continentală, aria protejată conține 2 habitate naturale: Pajiști uscate seminaturale și facies de acoperire cu tufișuri pe substraturi calcaroase (Festuco-Brometalia) (* situri importante pentru orhidee), Fânețe de joasă altitudine (Alopecurus pratensis, Sanguisorba officinalis).
La baza desemnării sitului se află un număr nedeclarat de specii protejate.
Pe lângă speciile protejate, pe teritoriul sitului au mai fost identificate 11 specii de plante.